# Dos Ríos de Upala
Dos Ríos es un distrito del cantón de Upala, en la provincia de Alajuela, de Costa Rica.

## Geografía
Dos Ríos cuenta con un área de 218,67 km² y una altitud media de 500 m s. n. m.

## Demografía
Para el año 2022, Dos Ríos cuenta con una población estimada de 4697 habitantes, y para el último censo efectuado, en 2011, Dos Ríos contaba con una población de 3194 habitantes.

## Localidades
- Poblados: Birmania, Brasilia, Colonia, Gavilán, Jabalina, Progreso, San Luis, La América.

## Transporte

### Carreteras
Al distrito lo atraviesan las siguientes rutas nacionales de carretera:
- Ruta nacional 4
- Ruta nacional 917